# Braunschweiger Brauereigeschichte
Die Geschichte des Bierbrauens in Braunschweig hat eine lange Tradition. Die regionale Braukunst reicht zurück bis ins Mittelalter, als es in der Stadt rund 300 Brauhäuser gab, welche die Einwohner versorgten. Bereits im Mittelalter hatte das Bierbrauen eine Blütezeit erreicht, insbesondere durch die auch über das Stadtgebiet hinaus bekannte Braunschweiger Mumme.

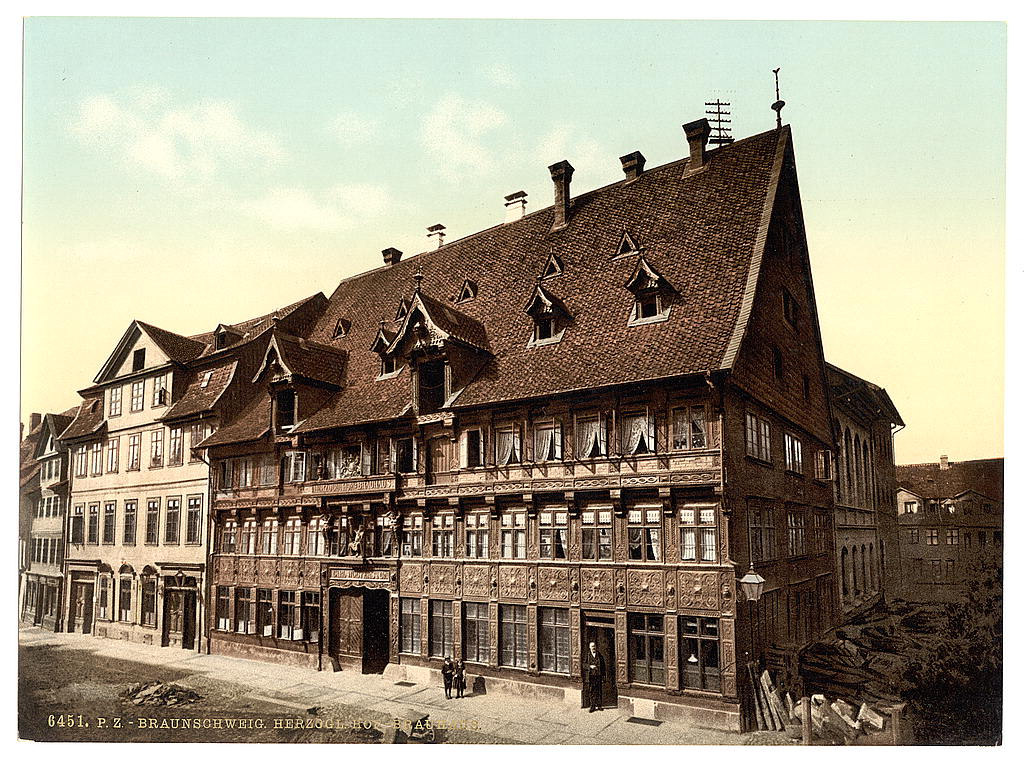
Das Hofbrauhaus Wolters (Foto: Ende des 19. Jahrhunderts)

## Mittel- und Nachmittelalter
Am Ende des 15. Jahrhunderts besaß jeder in der Stadt ansässige Vollbürger das Recht Bier zu brauen. Einige dieser Bürger produzierten Bier nur für den Eigenbedarf, andere begannen bereits im Mittelalter mit den Bieren aus ihrer Produktion zu handeln. So wurde bald neu hinzukommenden Bürgern dieses Recht nicht mehr erteilt. Schließlich wurde das allgemeine Braurecht durch das Realrecht ersetzt, das an bestimmte Häuser oder Grundstücke gebunden war. Die Bierbrauer genossen hohes Ansehen, so dass allein in der Stadt Braunschweig 300 Brauhäuser verzeichnet waren. Neben der Mumme wurden weitere Rotbiere, später auch Weißbiere oder Broyhan gebraut.
In jedem der 300 Brauhäuser durfte nur eine Person das Braurecht ausüben, zudem war es niemandem erlaubt, in mehr als einem dieser Häuser zu brauen. Wer ein Braurecht besaß, war jedoch nicht zum Brauen verpflichtet. Die große Zahl der Brauhäuser geht damit einher, dass Bier zu dieser Zeit nicht als reines Genussmittel galt, sondern auch als Nahrungsmittel diente, das bei der Zubereitung vieler Speisen zum Einsatz kam. Der öffentliche Ausschank von Bier war auf die fünf Ratskeller und diese Brauhäuser beschränkt. Gastwirtschaften im eigentlichen Sinne waren verboten. Die Zahl der Brauer, die ihre Waren in Fässern anboten, war gering, diese belieferten die Stadtkeller, Landwehrschenken, Dorfkrüge oder die Adelssitze. Es gab eigene Maßeinheiten für die Herstellung (4 Scheffel Gerstenmalz pro Gebräu) sowie für den Ausschank (Stübchen, Quartier oder Glas). Fremde Biere, die durch Kaufleute in die Stadt kamen, konnten nur an den Rat der Stadt verkauft werden, da dieser sich den Ausschank durch die Wirte in seinen Ratskellern vorbehielt.:397 Durch die unterschiedliche Ausübung der Braurechte kam es erst 1671 auf die herzogliche Initiative hin zur Bildung einer eigenen Brauereigilde.

## Brauzeiten
Das Brauen war zunächst unbegrenzt möglich und wurde in der Regel einmal pro Woche durchgeführt. Nicht gestattet war das Brauen, wegen der erhöhten Brandgefahr, in heißen Sommermonaten. So wurden den Brauern in der ersten Hälfte des 16. Jahrhunderts jeweils 36 Brauzeiten zugesprochen, während sich diese Zahl in der zweiten Hälfte auf 30 verringerte. Um einen Überblick über die Nutzung der Braurechte zu bekommen, musste zu Beginn eines Braujahres (11. November) in der jährlichen Brauordnung festgehalten werden, welchem Brauer in diesem Jahr Brauzeiten zugeteilt wurden. Auch die jeweils geltenden Preise für Gerste, Hopfen, Holz und Weizen zur Herstellung sowie die daraus resultierenden Bierpreise wurden dort festgesetzt.
Das Braujahr war in zwei Halbjahre Winter (ab 11. November, 16 Brauzeiten) und Sommer (ab 1. Mai, 14 Brauzeiten) zerlegt. Das Winterbier galt als haltbarer, war für den Versand geeignet und wurde als Mersch- oder Marschbier (Märzbier) bezeichnet. Das Sommerbier wurde Frischbier genannt (Versch- oder Varschbier).
In Braunschweig wurde ursprünglich Rotbier aus Gerste hergestellt, das je nach Brauart in Dünnbier (oder Coventbier, 10 bis 11 Fass), kräftiger gebrautem Bier (Matthierbier, 8 Fass) und später Starkbier (Mariengroschenbier, dickflüssiger und alkoholhaltiger, 4 Fass) unterteilt wurde.:232

## Bierhandel
Das Brauen und der Handel mit Bier dominierten um 1600 das Wirtschaftsleben Braunschweigs. So wurde Braunschweiger Bier in die Niederlande (von dort auch in die Überseegebiete), nach England oder in das gesamte Ostseegebiet verschifft. Der Bierhandel, der sich nicht nur auf Produkte der Stadt beschränkte, setzte sich bis zur Mitte des 17. Jahrhunderts fort, ging ab da stetig zurück und kam schließlich in der ersten Hälfte des 18. Jahrhunderts zum Erliegen. Die Braunschweiger Mumme wurde beispielsweise 1645 nach Bremen, Hamburg und Lübeck geliefert. Zum Niedergang des Handels, der sich um 1670/71 beschleunigte, trug vermutlich die Preisgabe des Mummerezeptes an englische Bierbrauer bei. Einerseits wurde eine Einfuhrsperre in Erwägung gezogen, andererseits begannen die Engländer ihre eigene „Mumme“ zu brauen, nach dem Rezept „einer vornehmen Person aus Braunschweig“. So gab es 1671 nur noch 13 „Brauer mit Handlung“.:395

National-Jürgens-Brauerei (Foto: um 1885)

Im Laufe der Zeit entwickelte sich eine Konkurrenz zwischen den Braunschweiger Brauern und den Brauereien der umliegenden Städte, aber auch untereinander. Die städtische Brauordnung von 1681 hatte zusätzlich zu einer Reglementierung des Bierhandels geführt. Darunter litten insbesondere die Sortenvielfalt und die unterschiedlichen Stärkegrade der Biere. Die eigentliche Brautätigkeit wurde von Braumeistern und Brauknechten verrichtet.

## Braunschweiger Großbrauereien
- 1627: Hofbrauhaus Wolters
- 1838 bis 1977: National-Jürgens-Brauerei
- 1871: Brauerei Feldschlößchen (2009 nach Übernahme durch die Firma Oettinger Getränke umbenannt in Brauerei Braunschweig)